# Miglior allenatore World Rugby dell'anno
L'IRB International Coach of the Year è un premio assegnato ogni autunno dall'International Rugby Board al miglior allenatore dell'anno al mondo.

## Lista di vincitori
- 2001: Rod Macqueen ( Australia)
- 2002: Bernard Laporte ( Francia)
- 2003: Clive Woodward ( Inghilterra)
- 2004: Jake White ( Sudafrica)
- 2005: Graham Henry ( Nuova Zelanda)
- 2006: Graham Henry ( Nuova Zelanda)
- 2007: Jake White ( Sudafrica)
- 2008: Graham Henry ( Nuova Zelanda)
- 2009: Declan Kidney ( Irlanda)
- 2010: Graham Henry ( Nuova Zelanda)
- 2011: Graham Henry ( Nuova Zelanda)
- 2012: Steve Hansen ( Nuova Zelanda)
- 2013: Steve Hansen ( Nuova Zelanda)
- 2014: Steve Hansen ( Nuova Zelanda)
- 2015: Michael Cheika ( Australia)
- 2016: Steve Hansen ( Nuova Zelanda)
- 2017: Eddie Jones ( Australia)
- 2018: Joe Schmidt ( Nuova Zelanda)
- 2019: Rassie Erasmus ( Sudafrica)
- 2020: non assegnato
- 2021: Simon Middleton ( Inghilterra)
- 2022: Wayne Smith ( Nuova Zelanda)
- 2023: Andy Farrell ( Irlanda)
- 2024: Jérôme Daret ( Francia)